# Tillabéri (Departement)
Tillabéri ist ein Departement in der gleichnamigen Region Tillabéri in Niger.

## Geographie

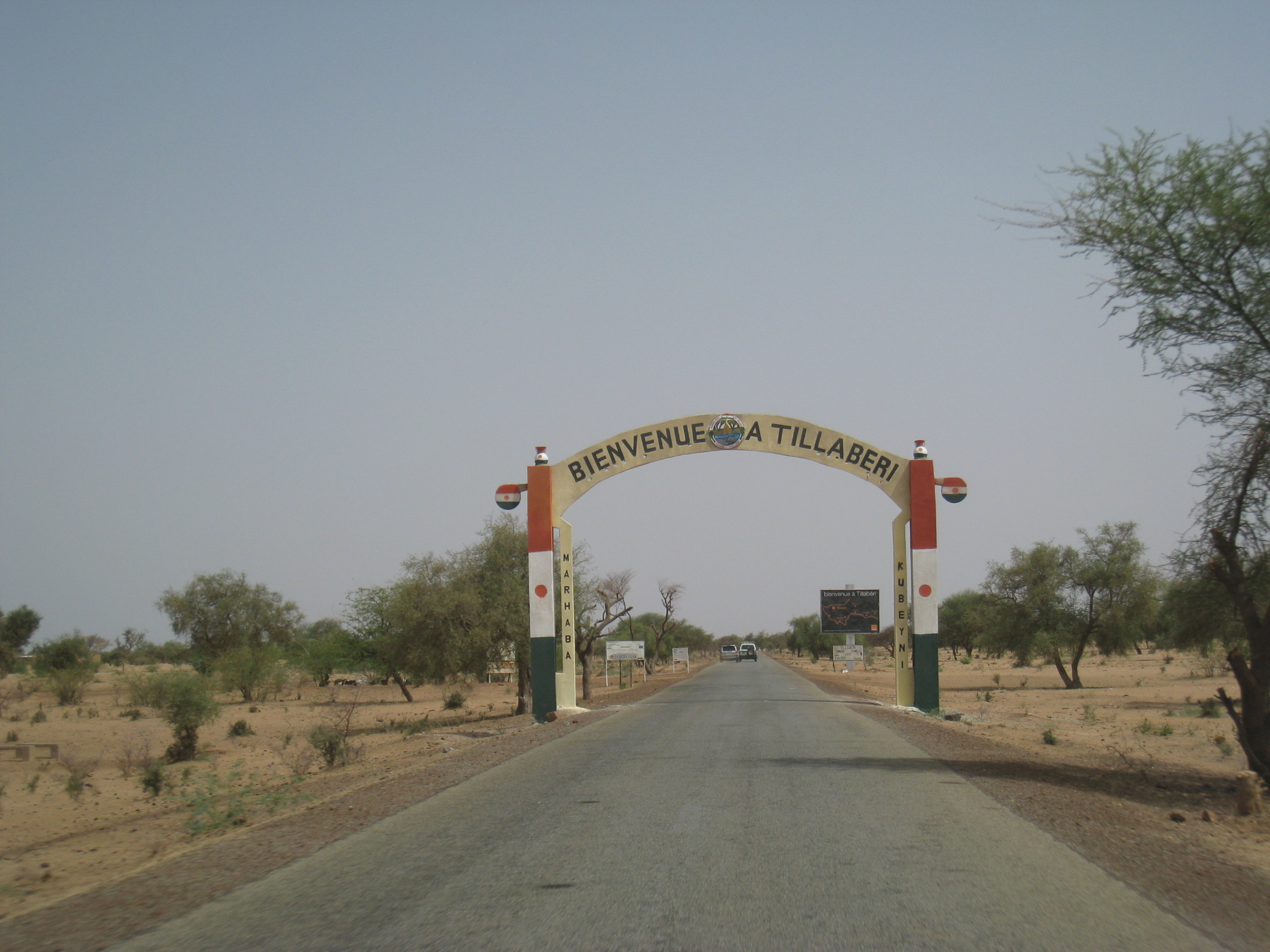
Ortseinfahrt von Tillabéri

Das Departement liegt im Südwesten des Landes und grenzt an Mali. Es besteht aus der Stadtgemeinde Tillabéri und den Landgemeinden Anzourou, Bibiyergou, Dessa, Kourteye, Sakoïra und Sinder. Der namensgebende Hauptort des Departements ist Tillabéri.

## Geschichte
Nach der Unabhängigkeit Nigers im Jahr 1960 wurde das Staatsgebiet in 32 Bezirke (circonscriptions) aufgeteilt. Einer davon war der Bezirk Tillabéri. 1964 gliederte eine Verwaltungsreform Niger in sieben Departements, die Vorgänger der späteren Regionen, und 32 Arrondissements, die Vorgänger der späteren Departements. Im Zuge dessen wurde der Bezirk Tillabéri in das Arrondissement Tillabéri umgewandelt. Moutari Moussa, später Präsident der Nationalversammlung, leitete von 1985 bis 1987 als Unterpräfekt das Arrondissement.
Im Jahr 1998 wurden die bisherigen Arrondissements Nigers zu Departements erhoben, an deren Spitze jeweils ein vom Ministerrat ernannter Präfekt steht. Die Gliederung des Departements in Gemeinden besteht seit dem Jahr 2002. Zuvor bestand es aus dem städtischen Zentrum Tillabéri und den Kantonen Tillabéri/Sakoïra, Anzourou, Ayorou, Dessa, Kourteye/Sansani Haoussa und Sinder. 2011 wurde Ayérou als eigenes Departement aus dem Departement Tillabéri herausgelöst.

## Bevölkerung
Das Departement Tillabéri hat gemäß der Volkszählung 2012 227.352 Einwohner. Bei der Volkszählung 2001, vor der Herauslösung von Ayérou, waren es 217.370 Einwohner, bei der Volkszählung 1988 157.317 Einwohner und bei der Volkszählung 1977 138.199 Einwohner.

## Verwaltung
An der Spitze des Departements steht ein Präfekt (französisch: préfet), der vom Ministerrat auf Vorschlag des Innenministers ernannt wird.
| Amtszeit                     | Name                                 |
| ---------------------------- | ------------------------------------ |
| …                            |                                      |
| 15. Apr. 2010 – 3. Jun. 2011 | Akmadou Mamane                       |
| 3. Jun. 2011 – 29. Jul. 2016 | Sadou Oumarou (alias Saadou Oumarou) |
| 29. Jul. 2016 – 8. Nov. 2021 | Tanimoune Haoua Ousmane              |
| 8. Nov. 2021 – 21. Sep. 2023 | Mariama Moussa Abdourahamane         |
| seit 21. Sep. 2023           | Hamsatou Nomaou                      |